# Frederick Collier Bakewell
Frederick Collier Bakewell (* 29. September 1800 in Wakefield, West Yorkshire; † 26. September 1869 in Hampstead, Middlesex) war ein britischer Physiker.

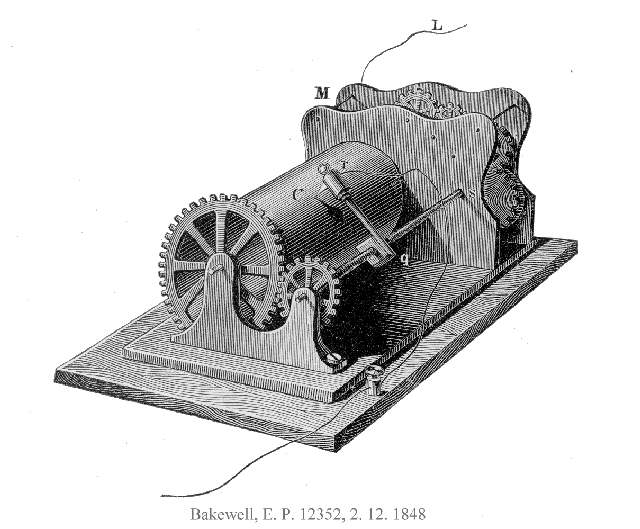
Verbesserter Kopiertelegraf (1848)

Bakewell war ein Pionier der Bildtelegrafie. Er entwickelte 1847 den ersten funktionsfähigen Kopiertelegrafen, der als Geber eine nichtleitende Walze verwendete, auf die mit leitender Tinte geschrieben wurde.

## Veröffentlichungen
- 1833: Philosophical conversations
- 1853: Electric science; its history, phenomena, and applications